# Echipa națională de fotbal a Angolei
Echipa națională de fotbal a Angolei, poreclită Palancas Negras (Antilopele Negre), este echipa națională a Angolei și este condusă de Federația Angoleză de Fotbal. Angola a ajuns pe locul 45 în Clasamentul mondial FIFA în iulie 2002. Cea mai bună performanță a lor este calificarea la Campionatul Mondial de Fotbal din 2006, aceasta fiind prima lor prezență la un Campionat Mondial de Fotbal, au fost eliminați după o înfrângere și două egaluri.

## Palmares
- Cupa COSAFA (3): 1999, 2001, 2004
- Locul doi Central African Games (1): 1987

- Campionatul Mondial de Fotbal

| 1930 până în 1974 | Făcea parte din Portugalia | Făcea parte din Portugalia | Făcea parte din Portugalia | Făcea parte din Portugalia | Făcea parte din Portugalia | Făcea parte din Portugalia | Făcea parte din Portugalia | Făcea parte din Portugalia | Făcea parte din Portugalia | Făcea parte din Portugalia |
| 1978 - 1982       | Nu a intrat                | Nu a intrat                | Nu a intrat                | Nu a intrat                | Nu a intrat                | Nu a intrat                | Nu a intrat                | Nu a intrat                | Nu a intrat                | Nu a intrat                |
| 1986 până în 2002 | Nu s-a calificat           | Nu s-a calificat           | Nu s-a calificat           | Nu s-a calificat           | Nu s-a calificat           | Nu s-a calificat           | Nu s-a calificat           | Nu s-a calificat           | Nu s-a calificat           | Nu s-a calificat           |
| 2006              | Faza Grupelor              | 23                         | 3                          | 0                          | 2                          | 1                          | 1                          | 2                          |                            |                            |
| 2010 până în 2018 | Nu s-a calificat           | Nu s-a calificat           | Nu s-a calificat           | Nu s-a calificat           | Nu s-a calificat           | Nu s-a calificat           | Nu s-a calificat           | Nu s-a calificat           | Nu s-a calificat           | Nu s-a calificat           |
| Total             | 1/21                       | Locul 23                   | 3                          | 0                          | 2                          | 1                          | 1                          | 2                          |                            |                            |

| Istoria Campionatului Mondial | Istoria Campionatului Mondial | Istoria Campionatului Mondial | Istoria Campionatului Mondial |
| Anul                          | Runda                         | Scor                          | Rezultat                      |
| ----------------------------- | ----------------------------- | ----------------------------- | ----------------------------- |
| 2006                          | Faza Grupelor                 | Angola 0 – 1 Portugalia       | Înfrângere                    |
| 2006                          | Faza Grupelor                 | Angola 0 – 0 Mexic            | Egal                          |
| 2006                          | Faza Grupelor                 | Angola 1 – 1 Iran             | Egal                          |

## La Cupa Africii pe Națiuni
| 1957 | Nu a participat | 1976 | Nu a participat  | 1994 | Nu s-a calificat   |
| 1959 | Nu a participat | 1978 | Nu a participat  | 1996 | Runda 1            |
| 1962 | Nu a participat | 1980 | Nu a participat  | 1998 | Runda 1            |
| 1963 | Nu a participat | 1982 | Nu s-a calificat | 2000 | Nu s-a calificat   |
| 1965 | Nu a participat | 1984 | Nu s-a calificat | 2002 | Nu s-a calificat   |
| 1968 | Nu a participat | 1986 | Nu a participat  | 2004 | Nu s-a calificat   |
| 1970 | Nu a participat | 1988 | Nu s-a calificat | 2006 | Runda 1            |
| 1972 | Nu a participat | 1990 | Nu s-a calificat | 2008 | Sferturi de finală |
| 1974 | Nu a participat | 1992 | Nu s-a calificat | 2010 | Sferturi de finală |